# 田邊市
田邊市（日语：／ Tanabe shi */?）是位於日本和歌山縣南部的主要城市，人口數為和歌山縣內第二多，其面積在近畿地方中排名第一。轄區大部分地方為紀伊山地的山區，主要市區位於會津川出海口周邊的平原。由於田邊市為和歌山南部的主要城市，因此有較多的商業設施；位於市區西側的芳養地區與相鄰的南部町同樣為梅的產地，因此周邊也發展出梅的相關產業包括梅干、梅醋，甚至是利用梅醋餵養的「紀州梅雞」、「紀州梅雞蛋」。
在山區內的龍神地區、大塔地區、本宮地區過去曾出產以龍神杉、熊野杉為品牌的杉木，但近年林業已逐漸沒落。

## 人口
| 田邊市人口分布圖 |                                               |  |
| 田邊市與日本全國年齡別人口分布比較圖 （2005年資料） | 田邊市的年齡、男女別人口分布圖 （2005年資料） |  |
| ■紫色是田邊市 ■綠色是全国 | ■藍色是男性 ■紅色是女性                       |  |
| 田邊市人口變化 \| 1970年 \| 85,347人 \| \| \| 1975年 \| 86,876人 \| \| \| 1980年 \| 88,130人 \| \| \| 1985年 \| 88,263人 \| \| \| 1990年 \| 86,143人 \| \| \| 1995年 \| 86,159人 \| \| \| 2000年 \| 85,646人 \| \| \| 2005年 \| 82,499人 \| \| \| 2010年 \| 79,119人 \| \| \| 2015年 \| 74,770人 \| \| \| 2020年 \| 69,870人 \| \| |                                               |  |
| 資料來源：日本總務省統計中心提供之人口普查數據 |                                               |  |
| 1970年 | 85,347人                                      |  |
| 1975年 | 86,876人                                      |  |
| 1980年 | 88,130人                                      |  |
| 1985年 | 88,263人                                      |  |
| 1990年 | 86,143人                                      |  |
| 1995年 | 86,159人                                      |  |
| 2000年 | 85,646人                                      |  |
| 2005年 | 82,499人                                      |  |
| 2010年 | 79,119人                                      |  |
| 2015年 | 74,770人                                      |  |
| 2020年 | 69,870人                                      |  |

## 歷史
此地屬於牟婁郡，被稱為「牟婁之津」，由於地理位置成為交通要道，前往熊野三山的參拜道路熊野古道中，田邊是紀伊路、中邊路、大邊路的交會處，因此也被稱為「口熊野」。
江戶時代後成為紀州藩紀州德川家御附家老紀伊田邊藩的領地，並新建田邊城，開始以城下町的形勢發展，並成為紀州南部的政治、經濟中心。
19世紀末實施廢藩置縣後，將田邊城下町附近的區域設立田邊町，同時現在田邊市的其他區域在當時還分屬其他共29個行政區劃；田邊町於1942年與附近沿海的幾個行政區劃合併為田邊市，並持續在1950年代的昭和大合併期間併入周邊行政區劃。同一時期，在山區的部分也陸續整併為中邊路町、本宮町、大塔村、龍神村四個行政區劃。
2004年日本政府啟動平成大合併的政策後，2005年田邊市、龍神村、中邊路町、大塔村、本宮町合併為新設立的田邊市。

### 變遷表
| 1889年4月1日                 | 1889年 - 1912年              | 1912年 - 1944年              | 1912年 - 1944年              | 1945年 - 1954年            | 1955年 - 1989年            | 1955年 - 1989年              | 1955年 - 1989年              | 1989年 - 現在             | 現在                      |
| ---------------------------- | ---------------------------- | ---------------------------- | ---------------------------- | -------------------------- | -------------------------- | ---------------------------- | ---------------------------- | ------------------------- | ------------------------- |
| 西富田村                     | 西富田村                     | 西富田村                     | 西富田村                     | 西富田村                   | 1955年3月15日 併入田邊市   | 田邊市                       | 1958年7月1日 併入白濱町      | 2006年3月1日 合併為白濱町 | 2006年3月1日 合併為白濱町 |
| 新村                         | 新村                         | 新村                         | 新村                         | 1954年2月4日 併入田邊市    | 田邊市                     | 田邊市                       | 田邊市                       | 2005年5月1日 合併為田邊市 | 2005年5月1日 合併為田邊市 |
| 稻成村                       | 稻成村                       | 稻成村                       | 稻成村                       | 1950年12月15日 併入田邊市  | 田邊市                     | 田邊市                       | 田邊市                       | 2005年5月1日 合併為田邊市 | 2005年5月1日 合併為田邊市 |
| 萬呂村                       |                              |                              |                              | 1950年12月15日 併入田邊市  | 田邊市                     | 田邊市                       | 田邊市                       | 2005年5月1日 合併為田邊市 | 2005年5月1日 合併為田邊市 |
| 下芳養村                     | 下芳養村                     | 下芳養村                     | 1942年5月20日 合併為田邊市   | 1942年5月20日 合併為田邊市 | 田邊市                     | 田邊市                       | 田邊市                       | 2005年5月1日 合併為田邊市 | 2005年5月1日 合併為田邊市 |
| 湊村                         | 湊村                         | 1924年7月1日 併入田邊町      | 1942年5月20日 合併為田邊市   | 1942年5月20日 合併為田邊市 | 田邊市                     | 田邊市                       | 田邊市                       | 2005年5月1日 合併為田邊市 | 2005年5月1日 合併為田邊市 |
| 西之谷村                     |                              | 1924年7月1日 併入田邊町      | 1942年5月20日 合併為田邊市   | 1942年5月20日 合併為田邊市 | 田邊市                     | 田邊市                       | 田邊市                       | 2005年5月1日 合併為田邊市 | 2005年5月1日 合併為田邊市 |
| 田邊町                       |                              |                              | 1942年5月20日 合併為田邊市   | 1942年5月20日 合併為田邊市 | 田邊市                     | 田邊市                       | 田邊市                       | 2005年5月1日 合併為田邊市 | 2005年5月1日 合併為田邊市 |
| 下秋津村                     | 下秋津村                     | 下秋津村                     | 下秋津村                     | 1950年12月15日 併入田邊市  | 田邊市                     | 田邊市                       | 田邊市                       | 2005年5月1日 合併為田邊市 | 2005年5月1日 合併為田邊市 |
| 上秋津村                     | 上秋津村                     | 上秋津村                     | 上秋津村                     | 上秋津村                   | 上秋津村                   | 1956年9月30日 合併為牟婁町   | 1964年10月15日 併入田邊市    | 2005年5月1日 合併為田邊市 | 2005年5月1日 合併為田邊市 |
| 中芳養村                     |                              |                              |                              |                            |                            | 1956年9月30日 合併為牟婁町   | 1964年10月15日 併入田邊市    | 2005年5月1日 合併為田邊市 | 2005年5月1日 合併為田邊市 |
| 上芳養村                     |                              |                              |                              |                            |                            | 1956年9月30日 合併為牟婁町   | 1964年10月15日 併入田邊市    | 2005年5月1日 合併為田邊市 | 2005年5月1日 合併為田邊市 |
| 秋津川村                     |                              |                              |                              |                            |                            | 1956年9月30日 合併為牟婁町   | 1964年10月15日 併入田邊市    | 2005年5月1日 合併為田邊市 | 2005年5月1日 合併為田邊市 |
| 三棲村                       |                              |                              |                              |                            |                            | 1956年9月30日 合併為牟婁町   | 1964年10月15日 併入田邊市    | 2005年5月1日 合併為田邊市 | 2005年5月1日 合併為田邊市 |
| 長野村                       |                              |                              |                              |                            |                            | 1956年9月30日 合併為牟婁町   | 1964年10月15日 併入田邊市    | 2005年5月1日 合併為田邊市 | 2005年5月1日 合併為田邊市 |
| 龍神村                       | 龍神村                       | 龍神村                       | 龍神村                       | 龍神村                     | 1955年3月31日 合併為龍神村 | 1955年3月31日 合併為龍神村   | 1955年3月31日 合併為龍神村   | 2005年5月1日 合併為田邊市 | 2005年5月1日 合併為田邊市 |
| 上山路村                     |                              |                              |                              |                            | 1955年3月31日 合併為龍神村 | 1955年3月31日 合併為龍神村   | 1955年3月31日 合併為龍神村   | 2005年5月1日 合併為田邊市 | 2005年5月1日 合併為田邊市 |
| 中山路村                     |                              |                              |                              |                            | 1955年3月31日 合併為龍神村 | 1955年3月31日 合併為龍神村   | 1955年3月31日 合併為龍神村   | 2005年5月1日 合併為田邊市 | 2005年5月1日 合併為田邊市 |
| 下山路村                     |                              |                              |                              |                            | 1955年3月31日 合併為龍神村 | 1955年3月31日 合併為龍神村   | 1955年3月31日 合併為龍神村   | 2005年5月1日 合併為田邊市 | 2005年5月1日 合併為田邊市 |
| 本宮村                       | 本宮村                       | 本宮村                       | 本宮村                       | 本宮村                     | 本宮村                     | 1956年9月30日 合併為本宮町   | 1956年9月30日 合併為本宮町   | 2005年5月1日 合併為田邊市 | 2005年5月1日 合併為田邊市 |
| 請川村                       |                              |                              |                              |                            |                            | 1956年9月30日 合併為本宮町   | 1956年9月30日 合併為本宮町   | 2005年5月1日 合併為田邊市 | 2005年5月1日 合併為田邊市 |
| 四村                         |                              |                              |                              |                            |                            | 1956年9月30日 合併為本宮町   | 1956年9月30日 合併為本宮町   | 2005年5月1日 合併為田邊市 | 2005年5月1日 合併為田邊市 |
| 三里村                       |                              |                              |                              |                            |                            | 1956年9月30日 合併為本宮町   | 1956年9月30日 合併為本宮町   | 2005年5月1日 合併為田邊市 | 2005年5月1日 合併為田邊市 |
| 栗棲川村                     | 栗棲川村                     | 栗棲川村                     | 栗棲川村                     | 栗棲川村                   | 栗棲川村                   | 1956年9月30日 合併為中邊路町 | 1956年9月30日 合併為中邊路町 | 2005年5月1日 合併為田邊市 | 2005年5月1日 合併為田邊市 |
| 二川村                       |                              |                              |                              |                            |                            | 1956年9月30日 合併為中邊路町 | 1956年9月30日 合併為中邊路町 | 2005年5月1日 合併為田邊市 | 2005年5月1日 合併為田邊市 |
| 近野村                       |                              |                              |                              |                            |                            | 1956年9月30日 合併為中邊路町 | 1956年9月30日 合併為中邊路町 | 2005年5月1日 合併為田邊市 | 2005年5月1日 合併為田邊市 |
| 富里村                       |                              |                              |                              |                            |                            | 1956年9月30日 合併為中邊路町 | 1956年9月30日 合併為中邊路町 | 2005年5月1日 合併為田邊市 | 2005年5月1日 合併為田邊市 |
| 1956年9月30日 合併為大塔村   |                              |                              |                              |                            |                            |                              |                              | 2005年5月1日 合併為田邊市 | 2005年5月1日 合併為田邊市 |
| 三川村                       | 三川村                       | 三川村                       | 三川村                       | 三川村                     | 三川村                     |                              |                              | 2005年5月1日 合併為田邊市 | 2005年5月1日 合併為田邊市 |
| 豐原村                       | 豐原村                       | 1929年4月1日 併入三川村      | 三川村                       | 三川村                     | 三川村                     |                              |                              | 2005年5月1日 合併為田邊市 | 2005年5月1日 合併為田邊市 |
| 鮎川村                       |                              |                              |                              |                            |                            |                              |                              | 2005年5月1日 合併為田邊市 | 2005年5月1日 合併為田邊市 |
| 1956年9月30日 合併為上富田町 | 1958年3月31日 合併為上富田町 | 1958年3月31日 合併為上富田町 | 1958年3月31日 合併為上富田町 |                            |                            |                              |                              |                           |                           |

## 交通

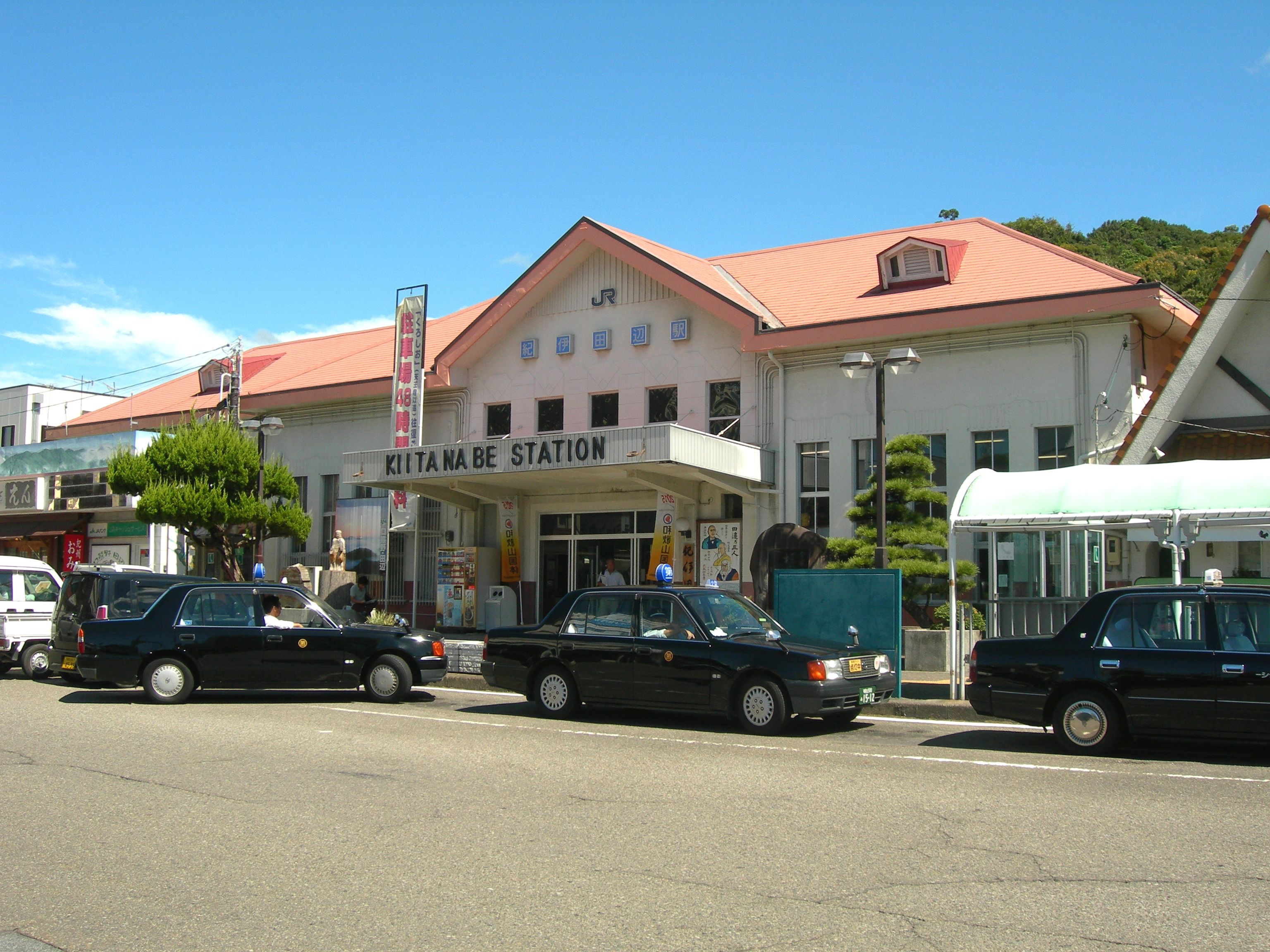
紀伊田邊車站

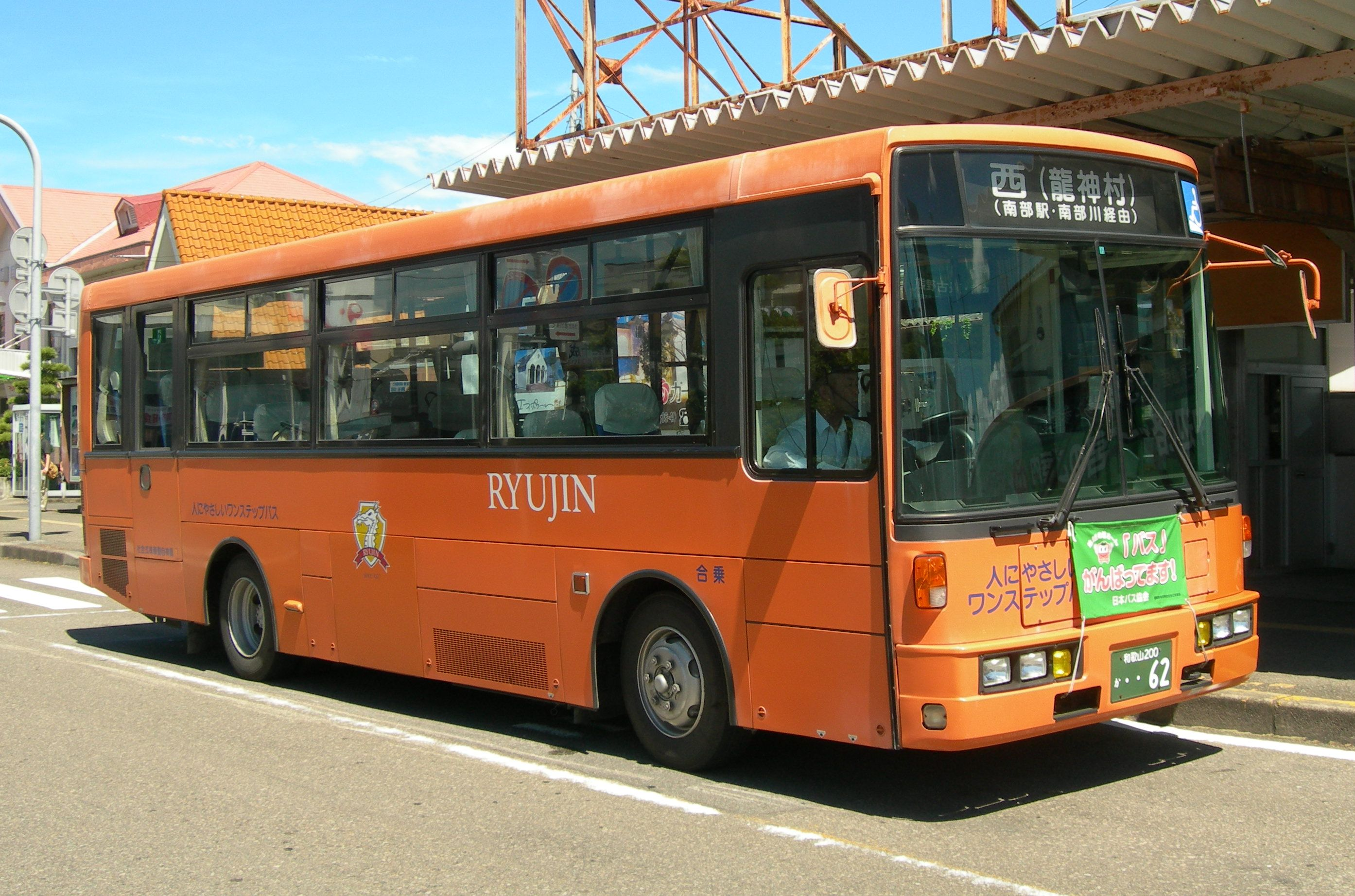
停靠於紀伊田邊車站的龍神自動車巴士

鐵路西日本旅客鐵道紀勢本線及高速公路阪和自動車道、紀勢自動車道為田邊市市區的主要聯外交通路線，從市區內的主要車站紀伊田邊車站搭乘火車前往和歌山市約需一個半小時，前往大阪市約需兩個半小時；市區內的客運路線主要由龍神自動車及明光巴士兩家業者經營。
轄內的山區部分則須經由國道311號和國道371號，並藉由龍神自動車的客運路線從市區往返。
在市區南側的白濱町內有南紀白濱機場，自市區前往的車程僅約半小時，且也有明光巴士的客運路線可往返；但目前南紀白濱機場的每天固定航班僅有三班往返東京國際機場的班次。

### 鐵路
- 西日本旅客鐵道
  - 紀勢本線：（←上富田町） - 紀伊新庄車站 - 紀伊田邊車站 - 芳養車站 - （南部町→）

### 公路
高速公路
- 阪和自動車道、紀勢自動車道：（南部町） - 南紀田邊交流道 - （紀勢自動車道） - （上富田町）

## 觀光資源

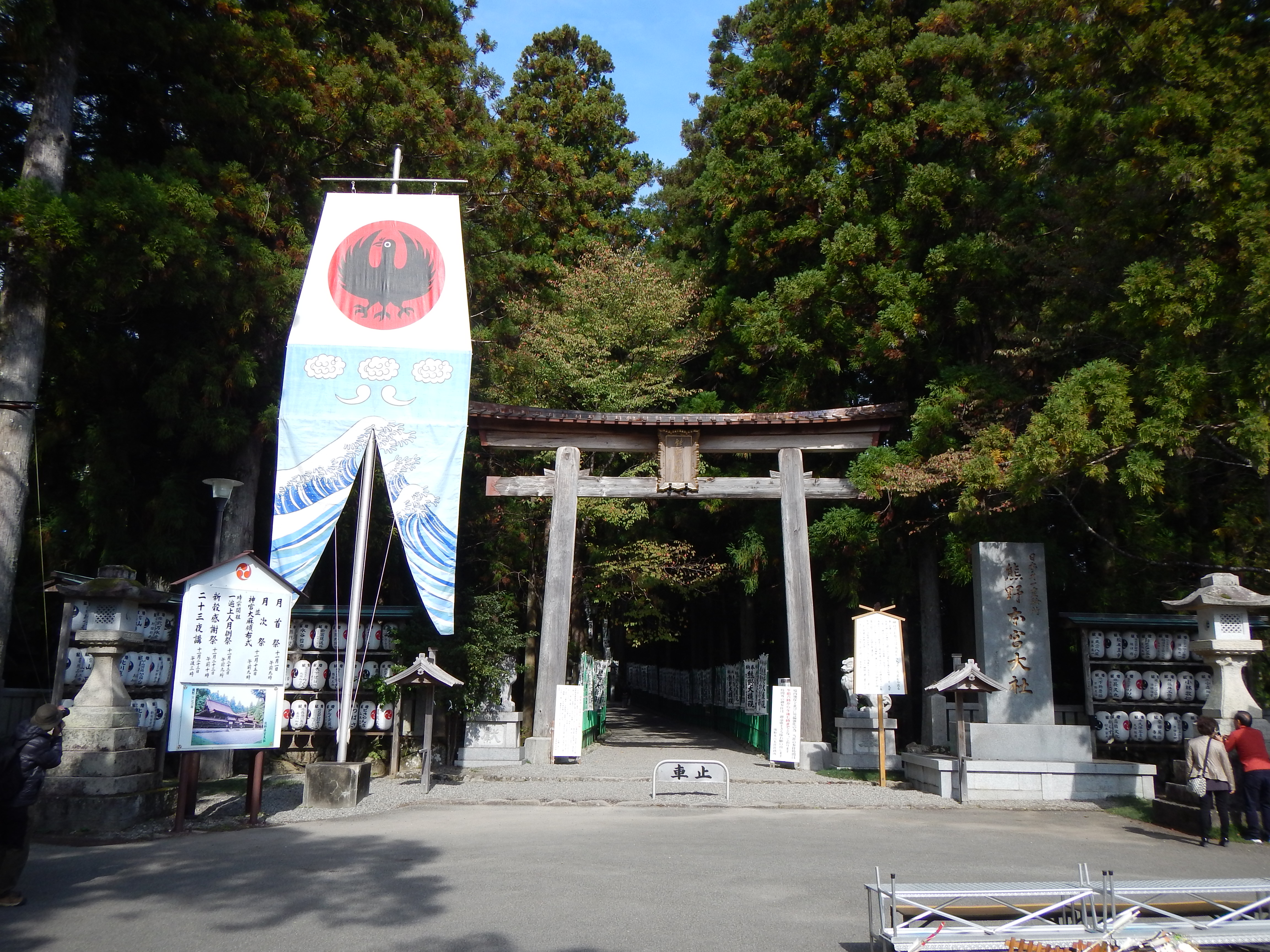
熊野本宮大社大鳥居

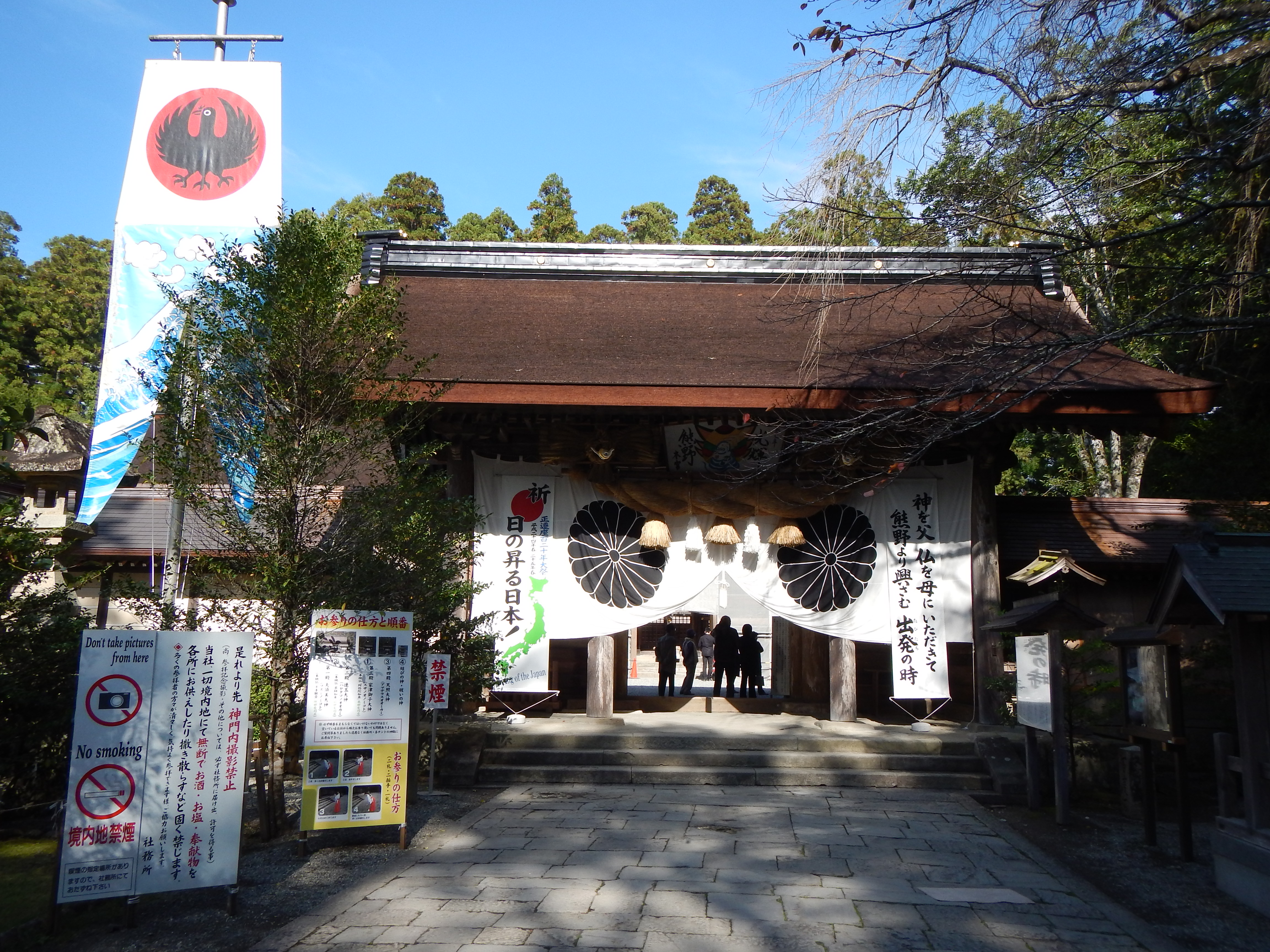
熊野本宮大社

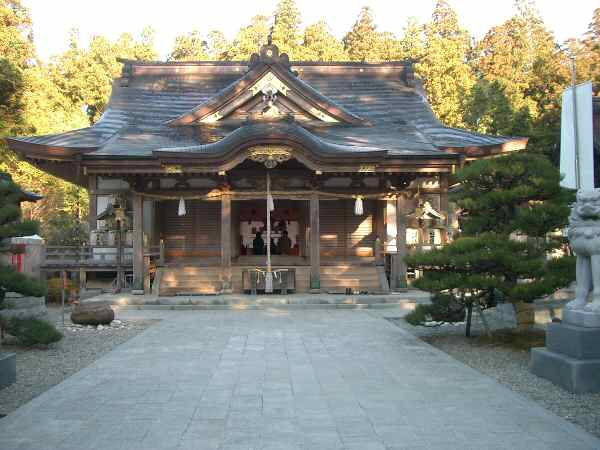
熊野本宮大社拜殿

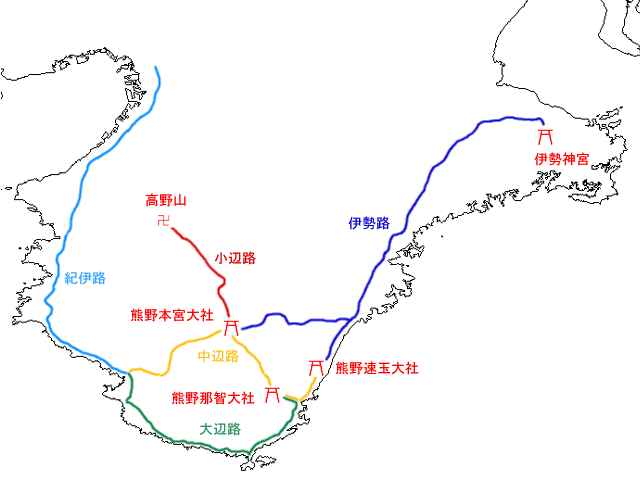
熊野古道示意圖

位於東部山區內本宮地區的熊野本宮大社為熊野三山之一，因此周邊前往參拜的道路包括伊勢路、大邊路、小邊路、伊勢路自古即被合稱為熊野古道，而這些與熊野三山相關的地方也在2004年由聯合國教科文組織以紀伊山地的聖地及朝聖路的名稱登錄為世界遺產。

## 姊妹、友好城市

### 日本
- 平泉町（岩手縣西磐井郡）
於1983年由舊田邊市與其締結為姊妹城市。
- 笠間市（茨城縣）
於2001年由舊田邊市與舊岩間町締結為友好城市，後岩間町於2006年合併為笠間市。
- 遠輕町（北海道紋別郡）
於2001年由舊田邊市與舊白瀧村締結為友好城市，後白瀧村於2005年合併為遠輕町。
- 一關市（岩手縣）
於1987年由舊本宮町與舊室根村（日语：室根村）締結為友好都市，後室根村於2005年合併為一關市。
- 堺市（大阪府）
於1998年由舊本宮町與其締結為友好都市。
- 千早赤阪村（大阪府）
過去由舊中邊路町與其締結。
- 東吾妻町（群馬縣）
於1987年由舊龍神村與吾妻町、斐川町因同為「日本三美人湯所在地」而締結姊妹都市，後吾妻町於2006年合併為東吾妻町。
- 出雲市（島根縣）
於1987年由舊龍神村與吾妻町、斐川町因同為「日本三美人湯所在地」而締結姊妹都市，後斐川町於2011年併入出雲市。
- 泉南市（大阪府）
於2000年由舊龍神村與其締結為姊妹都市。
- 綾部市（京都府）、遠輕町（北海道）、笠間市（茨城縣）
於2008年由於同樣為與植芝盛平相關的地方，共同締結為友好城市。

## 本地出身之名人
12世紀末的僧兵，也是武士道精神的傳統代表人物之一的武藏坊弁慶，據傳出身於本地。
近代的名人則包括生物學者南方熊楠及合氣道創始人植芝盛平。

## 外部連結
- （日語） 官方网站
- （日語） 田邊觀光協會 （页面存档备份，存于）
- （日語） 熊野本宮觀光協會 （页面存档备份，存于）
- （日語） 田邊市政府的Facebook專頁
- （日語） 和歌山縣田邊市的X（前Twitter）
- （日語） 田邊市秘書課的Facebook專頁
- OpenStreetMap上有關田邊市的地理